# Yoder (Kansas)
Yoder es un lugar designado por el censo ubicado en el condado de Reno  en el estado estadounidense de Kansas. En el año 2010 tenía una población de 194 habitantes.

## Geografía
Yoder se encuentra ubicado en las coordenadas 37°56′26.32″N 97°52′6.55″O / 37.9406444, -97.8684861 (37.940644° -97.868485°).